# Myszewo
Myszewo (niem. Groß Mausdorf) – wieś w Polsce położona w województwie pomorskim, w powiecie malborskim, w gminie Nowy Staw na obszarze Wielkich Żuław Malborskich. Myszewo znajdowało się na szlaku Żuławskiej Kolei Dojazdowej z przystankiem Myszewo.
Do 1954 roku istniała gmina Myszewo. W latach 1954–1971 wieś należała i była siedzibą władz gromady Myszewo, po jej zniesieniu w gromadzie Nowy Staw. W latach 1975–1998 miejscowość administracyjnie należała do województwa elbląskiego.

## Zabytki
Według rejestru zabytków NID na listę zabytków wpisane są:
- kościół pw. Podwyższenia Krzyża, XIV-XX, nr rej.: A-814 z 17.11.1974
- cmentarz przy kościele, XIV-XX, nr rej.: A-814 z 22.06.1994
- brama, XIX/XX, nr rej.: j.w.

W centrum wsi stoi kościół katolicki pw. Podwyższenia św. Krzyża. Wzniesiony około 1330 roku, kilkakrotnie przebudowywany w XVIII-XIX wieku. W czasie reformacji kościół przejęty przez protestantów. W 1945 roku uległy zniszczeniu dachy i wieża. Kościół gotycki, murowany z cegły, orientowany, założony na planie wydłużonego prostokąta, jednonawowy, z niewydzielonym, prosto zamkniętym prezbiterium i neogotycką kruchtą z końca XIX wieku, przylegającą do ściany nawy. Na wschodniej ścianie, poniżej okien przytwierdzone są cztery tabliczki upamiętniające wielką wodę z lat 1829, 1839, 1855, czwarta jest nieczytelna.

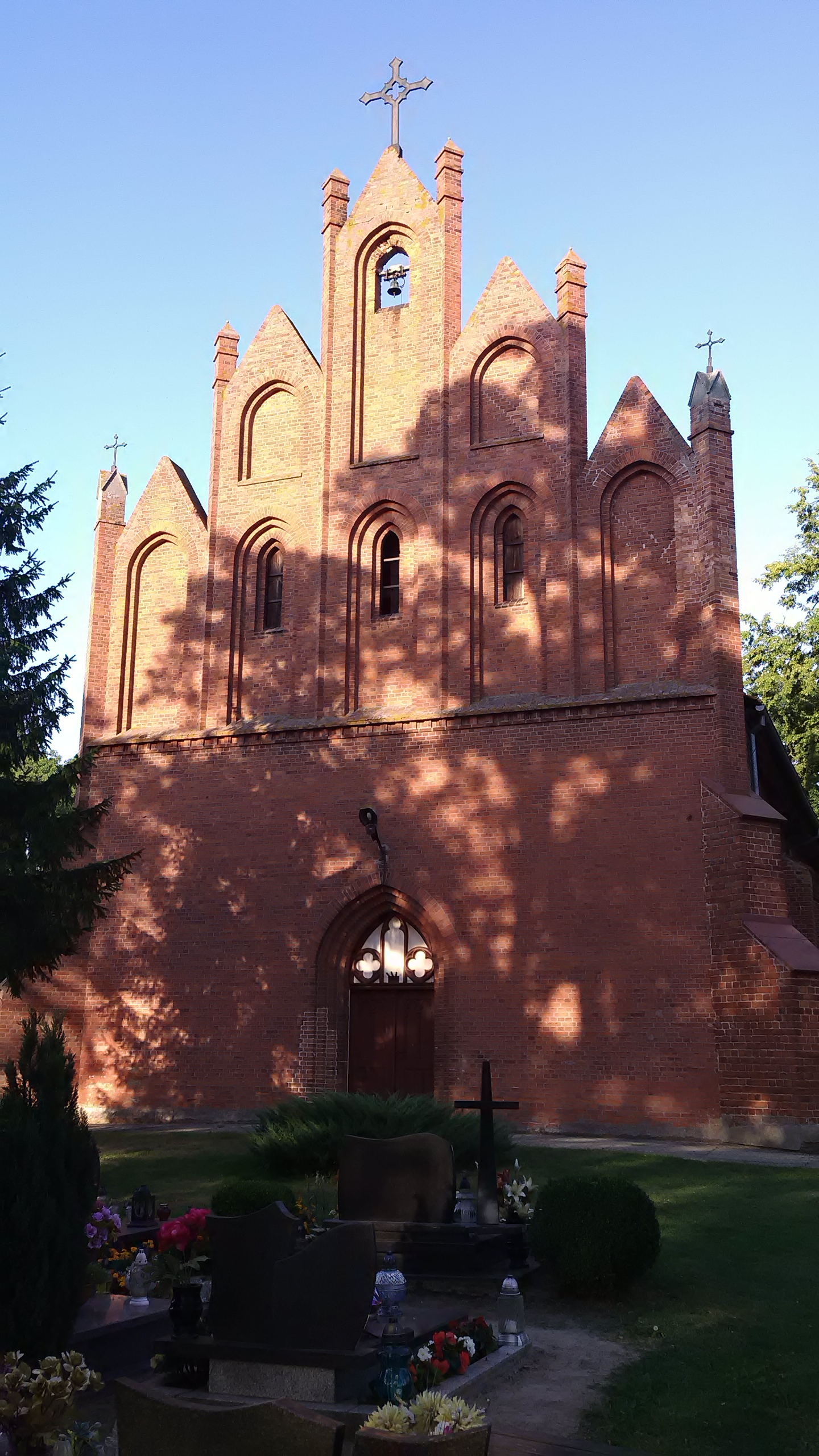
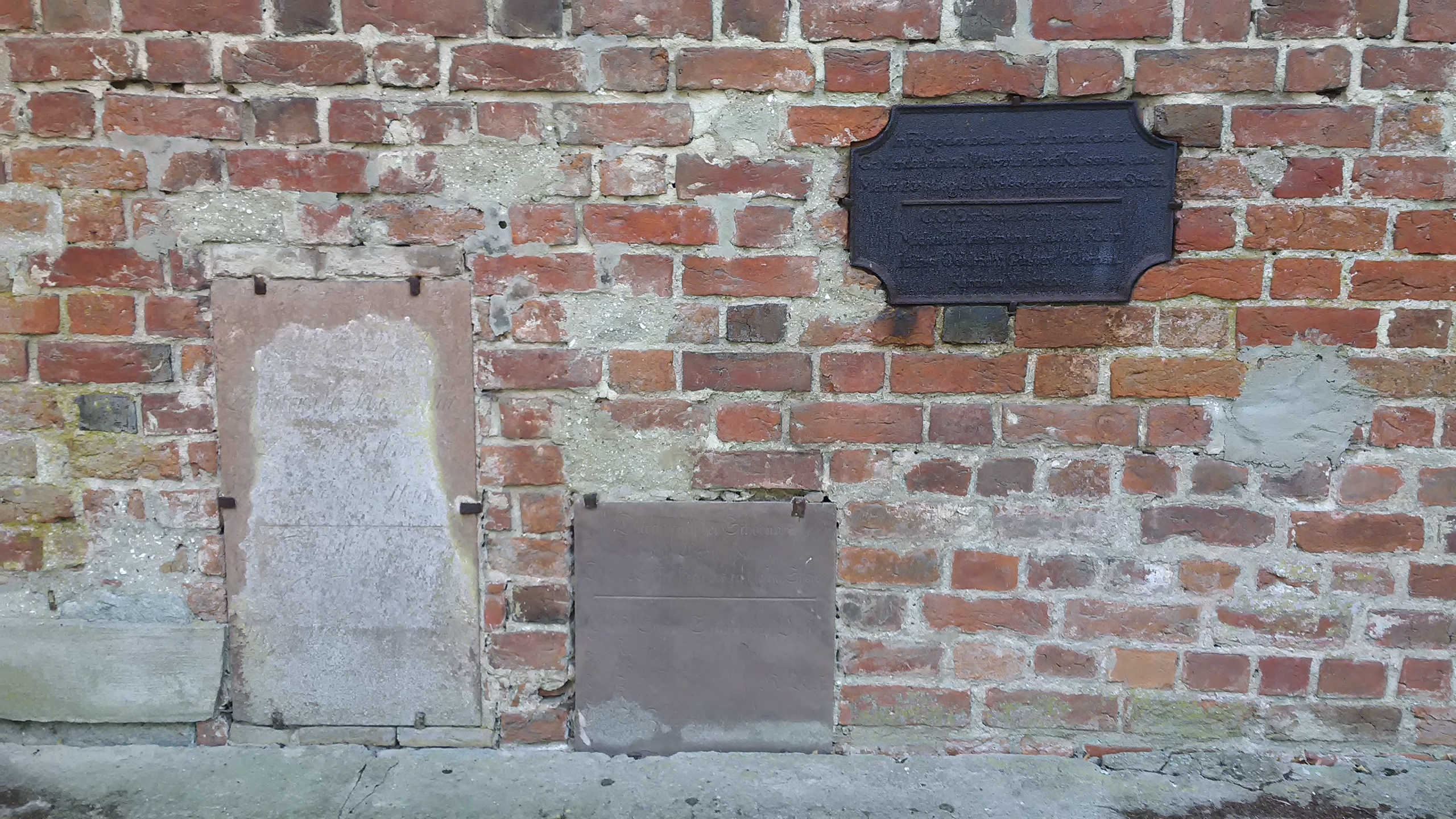